# Стешенко Оксана Михайлівна
Окса́на Миха́йлівна Старицька (у шлюбі Стеше́нко; 30 вересня (12 жовтня) 1873, Київ — 1942, концтабір у Казахській РСР) — українська письменниця, перекладачка і освітянка.

## Життєпис

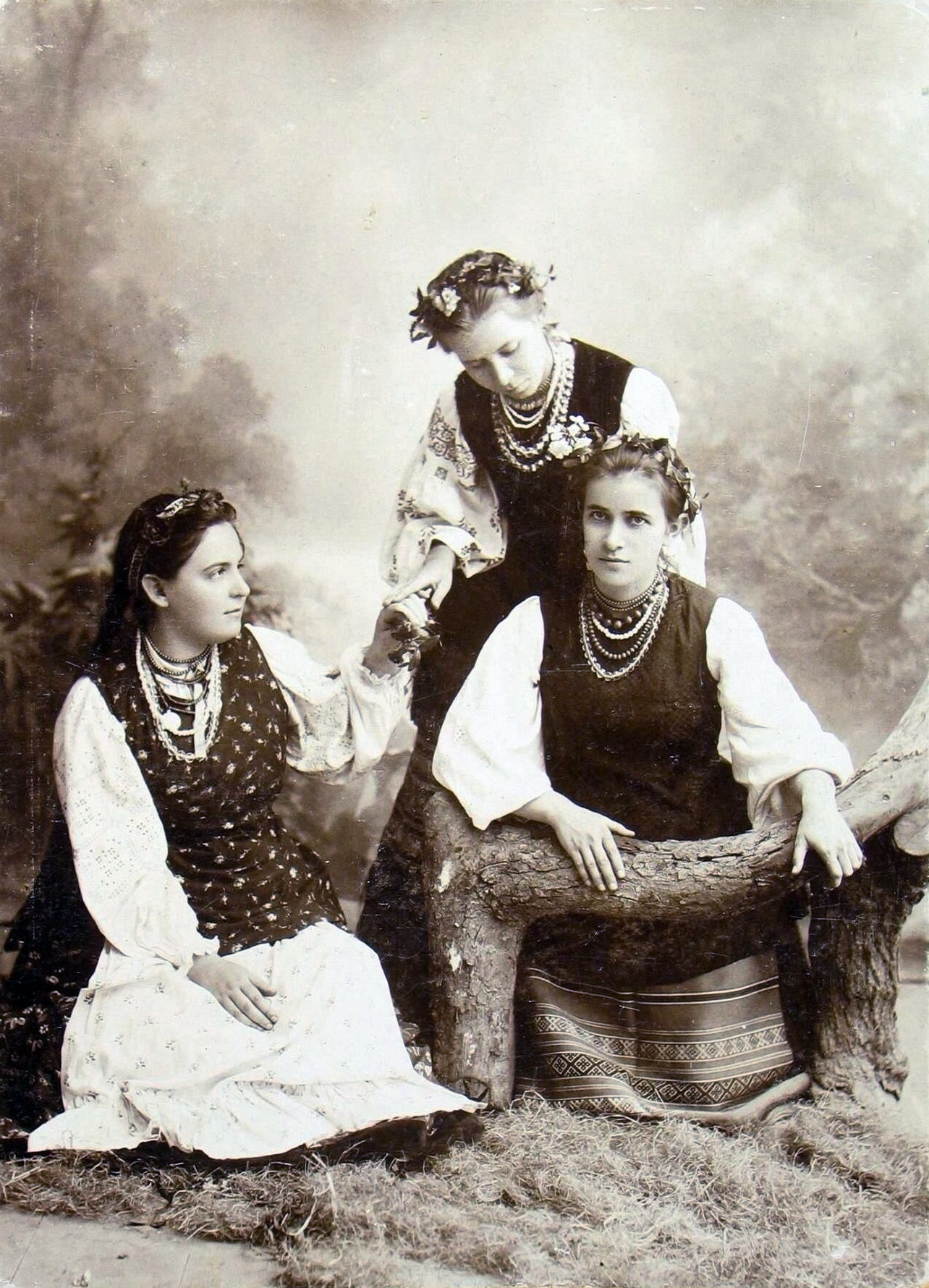
З ліва на право: Оксана Старицька, Леся Українка, Ольга Косач. 1896 р.

Народилася у Києві в родині письменника Михайла Старицького та громадської діячки і письменниці Софії Старицької. Дядько по матері — Микола Лисенко. Старші сестри: Марія Старицька, Людмила Старицька-Черняхівська; молодша сестра, Ольга, померла одинадцятирічною. Брат Юрій (пом. 1936), юрист.
Проходила навчання Оксана Стешенко, як і її сестри, у гімназії Людмили Ващенко — Захарченко. «Українську частину» освіти дівчата здобули від батька і матері, відомих у Києві «хлопоманів і Українофілів».
Під час ув'язнення за участь у демонстрації познайомилася з Іваном Стешенком (сидів у сусідній камері). Він освідчився Оксані у коханні, гуляючи арештантським подвір'ям. По виході з Лук'янівки одружилася з ним. В шлюбі народила двох дітей: Ірину (1898—1987) та Ярослава (1904—1939).
Старицька підтримувала починання Стешенка як поета, перекладача, літературознавця, педагога, першого міністра освіти в уряді УНР.
29 липня 1918 року більшовицький агент Башловка з-за рогу вбив Стешенка. Оксана Старицька залишилася з донькою і сином на руках.
До 1941 року жила із сестрою Людмилою Старицькою-Черняхівською в будинку № 28 на вулиці Ярославів Вал у Києві. 20 липня 1941 року їх заарештували, та вивезли до Харкова. Обом письменницям пред'явили звинувачення в антирадянській діяльності за статтею 54 Карного кодексу УРСР. Дорогу до Казахстану у товарному арештантському вагоні Оксана Михайлівна пережила (її сестра в дорозі померла), але наступного року закінчила життя в одному з концтаборів, у якому — невідомо, точна дата смерті незнана.

## Діяльність

Оксана Старицька в останні роки життя.

Ще 22-річною потрапила до Лук'янівської в'язниці за участь у так званій «вітровській» демонстрації. Народниця-чернігівка Марія Вітрова не витримала катувань жандармів у Петропавлівській фортеці-в'язниці і спалила себе. Молодь вийшла на вулиці, засуджуючи самодержавний режим.
Після народження доньки, родина Стешенків працювала на хуторі Миколи Садовського і Марії Заньковецької.
У серпні 1898 року вони разом брали участь у з'їзді нелегального товариства «Молода Україна». З цього товариства українська інтелігенція згодом утворила різні політичні партії.
Оксана й Іван Стешенки разом з Михайлом Коцюбинським, Лесею Українкою, Олександром Тулубом були першими українськими соціал — демократами.
Стешенки займалися видавничою і громадською діяльністю. Іван Матвійович редагував й видавав гостросатиричні журнали «Шершень» та «Ґедзь», а дружина йому допомагала.
У 1907 році родина переїхала до Києва. Її чоловік займався викладацькою діяльністю та працював в «Просвіті». Оксана Михайлівна виховувала дітей, вела господарство та пропагувала мистецтво народного вертепу, робила та обшивала ляльки для нього. Подружжям Стешенків виготовлений український вертеп, зберігається в Московському театральному музеї імені Олексія Бахрушина.
Упродовж 1908–1914 років, Оксана Стешенко вела громадську роботу в українському клубі «Родина», була членом його правління, аж поки його не закрила царська влада.
З початком Першої Світової війни, Іван Стешенко працював директором Тетянівської гімназії для дітей біженців, а Оксана Стешенко — сестрою — жалібницею у шпиталі.
У червні 1917 року Українська Центральна Рада призначила Івана Стешенка генеральним секретарем (міністром) освіти в уряді УНР. Оксана Стешенко працювала у відділі позашкільної освіти та Комісії українського національного театру, під началом чоловіка.
Після трагічної загибелі чоловіка Оксана Михайлівна продовжила його справу. За Директорії — голова дитячих притулків департаменту позашкільної освіти. У 1919–1923 роках працювала в Українському Червоному Хресті.

## Літературна та перекладацька праця
Оксана Михайлівна писала для дітей прозові та поетичні книги у 1920-х і на початку 1930-х роках: «Як Юрко подорожував на Дніпрові пороги» (1929), «Три чаїнки», «Наша хатина», «Задача», «Казки для дітей», «Бурякова пісня», «Чарівна лопата», «Герої зв'язку» (1930) та ін.
Деякі з творів досі зберігаються у фондах Київського Музею видатних діячів української культури — Лесі Українки, М. Лисенка, П. Саксаганського, М. Старицького.
Оксана Стешенко — авторка хрестоматії для дітей середнього шкільного віку «Рідні колоски» (1924 —1925, у другому виданні — «Колоски життя»), де зібрала найкращі твори українського письменства, загалом хрестоматія витримала чотири видання.
Вона  — авторка щирих спогадів про Лесю Українку та свого батька — Михайла Старицького, й низки статей з літературознавства.
Займалася перекладацькою діяльністю. Переклала українською мовою роман Михайла Салтикова-Щедріна «Пани Головльови» (1939), татові історичні романи на рідну мову, деякі поезії Миколи Некрасова.
У 1939 році Оксану Стешенко за її літературну працю прийнято до Спілки письменників України .
Неопубліковані «Спогади» Оксани Стешенко зберігаються у відділі рукописів Інституту літератури НАНУ, архів М. Старицького. У рукопису початок спогадів написано рукою Оксани Стешенко, а далі продовжено рукою Людмили Старицької - Черняхівської. Під рукописом немає дати написання.
Оксана Стешенко спілкувалася з українською літературною інтелігенцією, зокрема, з Оленою Пчілкою та Лесею Українкою.